# Kassita (Marroc)
Kassita (en àrab كاسيطا; en amazic ⴽⴰⵙⵉⵜⴰ) és una comuna rural de la província de Driouch, a la regió de L'Oriental, al Marroc. Segons el cens de 2014 tenia una població total de 2126 residents viuen al centre, anomenat Kassita; 8158 residents viuen en zones rurals, kassita centre de la comuna rurals Tsaft.